# Puoutajaure
Puoutajaure är en sjö i Jokkmokks kommun i Lappland och ingår i Piteälvens huvudavrinningsområde. Sjön har en area på 0,197 kvadratkilometer och ligger 561,9 meter över havet. Puoutajaure ligger i Udtja Natura 2000-område. Sjön avvattnas av vattendraget Varjisån.

## Delavrinningsområde
Puoutajaure ingår i det delavrinningsområde (735457-164483) som SMHI kallar för Ovan 735193-164640. Medelhöjden är 570 meter över havet och ytan är 9,08 kvadratkilometer. Det finns inga avrinningsområden uppströms utan avrinningsområdet är högsta punkten. Varjisån som avvattnar avrinningsområdet har biflödesordning 2, vilket innebär att vattnet flödar genom totalt 2 vattendrag innan det når havet efter 184 kilometer. Avrinningsområdet består mestadels av skog (31 procent) och sankmarker (54 procent). Avrinningsområdet har 0,75 kvadratkilometer vattenytor vilket ger det en sjöprocent på 8,3 procent.